# Durowo (Wągrowiec)
Durowo – osiedle położone w północnej części Wągrowca.
Obszar Durowa obejmuje teren dawnej wsi i osady leśnej, w jego zachodniej części znajduje się dworek wybudowany na początku XIX w.

## Historia
Dobra durowskie n
ależały do Cystersów z Łekna, którzy przekazali je zakonowi cysterskiemu w Wągrowcu. Cystersi oddawal je w dzierżawę, początkowo Kraszewskim, a następnie Szczawczyńskim i Gorzewskim. Po kasacie zakonu powstał tu folwark i domena rządowa, który zakupił burmistrz Wągrowca Józef Kegel i wybudował tutejszy dworek. W 1815 urodził się tu ksiądz Teofil Kegel (zmarł tu w 1891), działacz społeczny i patriotyczny. Pod koniec XIX w. Durowo dzierżawili Ksawera i Józef Mieczkowscy, w 1900 rząd pruski odebrał majątek Keglom. W 1920 utworzono Nadleśnictwo Durowo, a tereny folwarku przeznaczono pod zalesienie.